# Хрипелево (Ивановская область)
Хрипелево — село в Родниковском районе Ивановской области России, входит в состав Парского сельского поселения.

## География
Расположено на берегу реки Парша в 12 км на запад от центра поселения села Парское и в 19 км на юго-запад от районного центра города Родники.

## История
Каменная Благовещенская церковь в селе с колокольней и оградой была построена в 1809 году на средства прихожан. Престолов было три: в холодной — в честь Благовещения Пресвятой Богородицы, в теплой — правый во имя святит. Николая Чудотворца, левый во имя прп. Сергия Радонежского чудотворца. 
В XIX — первой четверти XX века село входило в состав Ширяихской волости Юрьевецкого уезда Костромской губернии, с 1918 года — Иваново-Вознесенской губернии.
С 1924 года село являлось центром Хрипелевского сельсовета Родниковского района Ивановской области, с 1974 года — в составе Парского сельсовета, с 2005 года — в составе Парского сельского поселения.

## Население
| 1872 | 1897 | 1907 | 2002 | 2010 |
| ---- | ---- | ---- | ---- | ---- |
| 205  | ↘136 | ↗185 | ↘73  | ↘53  |

## Достопримечательности
В селе расположена недействующая Церковь Благовещения Пресвятой Богородицы (1809).